# Falcileptoneta melanocomata
Falcileptoneta melanocomata är en spindelart som först beskrevs av Komatsu 1961.  Falcileptoneta melanocomata ingår i släktet Falcileptoneta och familjen Leptonetidae. Inga underarter finns listade i Catalogue of Life.